# Greenmount-Montrose
Greenmount-Montrose es un municipio rural canadiense situado en la provincia de Isla del Príncipe Eduardo.

## Superficie
Greenmount-Montrose tiene una superficie de 26,03 km².

## Demografía
En 2021, tenía 262 habitantes, una densidad poblacional de 10,1 hab./km², y 127 viviendas.